# Wolfgang Schoppe
Wolfgang Schoppe (* 21. August 1941 in Leipzig) ist ein deutscher Radsportfunktionär und Buchautor.

## In der DDR
Wolfgang Schoppe war selbst als Radrennfahrer aktiv und am Aufbau der Betriebssportgemeinschaft BSG Aufbau Centrum Leipzig beteiligt. Bei Rund um das Muldental war er 1973 erfolgreich. Zudem organisierte er als Vorsitzender der Kommission BSG-Rennsport im Deutschen Radsport-Verband der DDR (DRSV) ein Wettkampfprogramm für die Sportler außerhalb der staatlich geförderten Kaderklubs sowie einen Senioren-Cup.
In den 1970er Jahren setzte sich Wolfgang Schoppe für den politisch verfolgten Radsportler Wolfgang Lötzsch ein. Schon 1975 war der Stasi aufgefallen, dass er während der Friedensfahrt 1975 freundschaftlichen Kontakt zu westdeutschen Sportlern gesucht habe, darunter Rudi Altig. Nachdem Loetzsch 1976 wegen „Staatsverleumdung“ inhaftiert worden war, wurde Schoppe unter Druck gesetzt, für die Stasi zu arbeiten, was er ablehnte. Daraufhin verlor er seine Stellung als Hauptabteilungsleiter und amtierender Produktionsdirektor beim VEB Medizintechnik Leipzig und durfte bis zur Wende nur als einfacher Mitarbeiter tätig sein. Zudem wurde ihm für zwei Jahre verboten, sich als Sportfunktionär zu betätigen.

## Nach der Wende
Nach der Wende wurde Wolfgang Schoppe Präsident des DRSV, und damit der letzte des Verbandes. In dieser Eigenschaft räumte er gemeinsam mit Werner Göhner, dem damaligen Präsidenten des Bundes Deutscher Radfahrer, die Gitter zwischen den Kojen der beiden deutschen Mannschaften bei den UCI-Bahn-Weltmeisterschaften 1990 in Maebashi weg. Dieser symbolische Akt war von den Präsidenten beider Verbände sorgfältig geplant worden, die auf den „Mauerfall“ zwischen den Mannschaften mit Sekt anstießen. Schoppe überreichte Göhner das letzte Trikot der DDR-Bahnnationalmannschaft, der BDR-Präsident revanchierte sich, indem er DDR-Sportler Carsten Wolf, der an diesem Tag Geburtstag feierte, das neue, gemeinsame deutsche Trikot schenkte. Die BDR-Vertretung hatte dieses Trikot in Maebashi bereits getragen.
Anschließend war Schoppe bis 2013 Vizepräsident des Bundes Deutscher Radfahrer für Breiten- und Seniorensport. Nachdem er aus Altersgründen nicht wieder zur Wahl angetreten war, wurde er zum Ehrenmitglied ernannt.
Wolfgang Schoppe, der gerne auch selbst noch mit dem Fahrrad unterwegs ist, setzt sich wie auch schon zu DDR-Zeiten stark für den Steher-Sport ein. Unter anderem holte er die Europameisterschaften 2001 nach Leipzig sowie viele deutsche Steher-Meisterschaften, wie 2009 und 2011, wo Mario Vonhof und Florian Fernow gewannen. Als Delegationsleiter der deutschen Nationalmannschaft begleitet Schoppe nach wie vor die Sportler zu den Steher-Europameisterschaften.
Im Sächsischen Radfahrer-Bund (SRB) ist Schoppe als Fachwart für Öffentlichkeitsarbeit und Traditionspflege engagiert und als Sammler und Radsport-Archivar auch Autor einiger Bücher über die Radsport-Geschichte. Von 1990 bis 2006 war er Geschäftsführer des SRB und ist weiterhin verantwortlicher Redakteur der Zeitschrift Radsport in Sachsen, die seit 22 Jahren sechsmal im Jahr erscheint. Bis 2010 war er zudem Präsident des Fördervereins Sächsisches Sportmuseum Leipzig e. V. den er mitbegründet hatte.

## Ehrungen
- Sächsischer Verdienstorden (2022)[9]
- Ehrennadel des Bundes Deutscher Radfahrer in Gold, 1995

## Publikationen
- Mit Werner Ruttkus: Im Glanz und Schatten des Regenbogens. Ein Rückblick auf Weltmeisterschaften im Radrennsport in Deutschland von 1895 in Köln bis 1999 in Berlin. Wünsdorf 2000.
- Mit Werner Ruttkus: Tritt um Tritt. Aus 13 Jahrzehnten Geschichte des Bundes Deutscher Radfahrer. Frehner Consulting, 2012, ISBN 978-3-929371-23-9.
- Mit Werner Ruttkus: Rundkreisel & Berliner Luft: Auf den Spuren des Berliner Sechstagerennens. Wünsdorf 2011.